# Krimson Creek
Krimson Creek – drugi album amerykańskiego rapera Boondoxa, wydany 13 maja 2008 roku.
Materiał na płycie jest bardziej osobisty niż debiutancki album Boondoxa, The Harvest. Wiele z utworów było inspirowane wydarzeniami z życia Boondoxa, min. incydentem, gdy jego wujek próbował utopić go w basenie, szkolnymi bójkami oraz eksperymentami z narkotykami.
Utwór "Death of a Hater", został napisany pod wpływem emocji związanych z negatywną reakcją społeczeństwa na jego muzykę.
W wywiadzie dla magazynu "Murder Dog" powiedział:

"I’ve read things where I’ve had people say, I hate him, I hope he dies, I hope his kids die [...] I pretty much wrote a song about what I would do to those people."

Album dotarł na 13 miejsce "Najbardziej Niezależnych Albumów" Billboardu.

## Lista utworów
| #  | Tytuł                                               | Czas |
| -- | --------------------------------------------------- | ---- |
| 1  | "Intro"                                             | 2:11 |
| 2  | "Country Life"                                      | 4:30 |
| 3  | "Untold/Unwritten                                   | 3:58 |
| 4  | "Inbred Evil"                                       | 4:50 |
| 5  | "Freak Bitch" (gość. Violent J)                     | 3:31 |
| 6  | "Heathen"                                           | 3:20 |
| 7  | "Walking After Midnight" (gość. Insane Clown Posse) | 4:04 |
| 8  | "Love/Hate"                                         | 3:39 |
| 9  | "Cold Cruel World"                                  | 4:35 |
| 10 | "Straight Out The Crops"                            | 3:23 |
| 11 | "Outlaw"                                            | 3:59 |
| 12 | "Path I Walk"                                       | 3:49 |
| 13 | "Trailer Park Creepin'" (gość. Violent J)           | 4:10 |
| 14 | "Fear" (gość. Blaze Ya Dead Homie i Monoxide)       | 4:38 |
| 15 | "Death Of A Hater" (gość. Jamie Madrox)             | 5:39 |